# Valcourt, Haute-Marne
Valcourt là một xã thuộc tỉnh Haute-Marne trong vùng Grand Est đông bắc nước Pháp.